# Getinge
Getinge är en tätort i Halmstads kommun i Hallands län och kyrkbyn i Getinge socken.

## Historia
Getinge kyrka har anor från medeltiden. Under tidig medeltid var Getinge den plats i Halland där det hölls landsting. 
På en gravsten på Getinge kyrkogård finns en meteorit som föll ner i trakten på 1870-talet. Torparen Karl Jonasson blev ögonvittne till händelsen och skrev i sitt testamente att stenen skulle sättas på hans gravsten, vilket skedde 1885. Stenen är till sin form äggliknande och ca 25 centimeter lång, vilket betyder att den måste ha gjort en ordentlig krater vid nedslaget.

### Befolkningsutveckling
| Befolkningsutvecklingen i Getinge 1960–2020 | Befolkningsutvecklingen i Getinge 1960–2020 | Befolkningsutvecklingen i Getinge 1960–2020 | Befolkningsutvecklingen i Getinge 1960–2020 | Befolkningsutvecklingen i Getinge 1960–2020 |
| ------------------------------------------- | ------------------------------------------- | ------------------------------------------- | ------------------------------------------- | ------------------------------------------- |
|                                             |                                             |                                             |                                             |                                             |
| År                                          |                                             |                                             | Folkmängd                                   | Areal (ha)                                  |
| 1960                                        | 1960                                        |                                             | 1 306                                       |                                             |
| 1965                                        | 1965                                        |                                             | 1 355                                       |                                             |
| 1970                                        | 1970                                        |                                             | 1 563                                       |                                             |
| 1975                                        | 1975                                        |                                             | 1 792                                       |                                             |
| 1980                                        | 1980                                        |                                             | 1 984                                       |                                             |
| 1990                                        | 1990                                        |                                             | 1 868                                       | 213                                         |
| 1995                                        | 1995                                        |                                             | 1 890                                       | 213                                         |
| 2000                                        | 2000                                        |                                             | 1 843                                       | 213                                         |
| 2005                                        | 2005                                        |                                             | 1 885                                       | 214                                         |
| 2010                                        | 2010                                        |                                             | 1 843                                       | 218                                         |
| 2015                                        | 2015                                        |                                             | 1 909                                       | 238                                         |
| 2020                                        | 2020                                        |                                             | 2 045                                       | 242                                         |
|                                             |                                             |                                             |                                             |                                             |

## Samhället
I Getinge finns livsmedelsbutik, skola, apotek och vårdcentral. Det finns numera även en bank i området, Falkenbergs Sparbank.
Getingeskolan har sitt ursprung i centralskolan som tog i bruk 1956. Den utvidgades med högstadium som togs i bruk 1981.

### Näringsliv
På orten fanns till 2014 huvudkontoret för Getinge AB, världsledande tillverkare av medicinteknisk utrustning.

### Handel
Getinge är en av få orter i Sverige som fortfarande har en Coop-butik som drivs av en lokal konsumentförening, Getinge kooperativa handelsförening (organisationsnummer: 749200-0935). Föreningen grundades 1920 och har en butik, belägen på Storgatan i Getinge där den har legat sedan starten.
Historiskt har Getinge haft flera andra mataffärer, men de har senare avvecklats.
Det tidigare statliga Apoteket i Getinge privatiserades år 2010 genom att säljas till en småföretagare som anslöt det till Apoteksgruppen.

### Bankväsende
Getinge hade en kortlivad egen sparbank, Getinge sparbank, som grundades 1910 för att år 1917 uppgå i Göteborgs handelsbank. Dess efterföljare Nordiska Handelsbanken behöll ett kontor i Getinge några år därefter, men det drogs in den 30 juni 1924. Den 1 mars 1944 öppnade Göteborgs bank ett kontor på orten. Denna bank uppgick i Nordbanken som lade ner Getingekontoret 1996.
Sedermera hade Eftra sparbank en filial i Getinge. Den banken uppgick 1956 i Falkenbergs sparbank. Den 8 mars 1971 flyttade sparbanken in i nya lokaler. Getinge hade även en egen jordbrukskassa, Getingeortens jordbrukskassa. År 1963 uppgick den i Halmstadsortens jordbrukskassa, senare Föreningsbanken.
Falkenbergs sparbank tog över föreningsbankkontoret år 1998 och var därefter ortens enda bankkontor. Sparbanken flyttade åter till nya lokaler i centrum i december 2020.

### Media
Getinge ligger nära gränsen mellan Halmstads och Falkenbergs kommuner och ligger även på gränsen mellan Hallandsposten (HP) och Hallands Nyheters (HN) primära spridningsområden. Båda tidningarna har haft redaktioner i Getinge. HN öppnade en redaktion i Getinge 1962 men flyttade den till Halmstad några år senare. År 1980 återkom HN med redaktion i Getinge och fanns därefter på orten i åtta år. HP lade ner sin Getingeredaktion som en del av ett sparpaket 1982.

### Historisk industri
Getinge hade tidigare ett mejeri som drevs av Getinge mejeriförening. I april 1955 röstade föreningen för en uppgång i Halmstadsortens mejeriförening. Getingemejeriet lades ner den 1 januari 1956 och byggnaden såldes till Getingeortens andelstvättstugeförening.

## Personer från Getinge
- Carl-Gustaf Andrén, teolog, universitetskansler.
- Åke Andrén, teolog.
- Carl Magnus, konstnär.
- Eric Mossberger, riksdagsledamot.
- Philip Johan von Strahlenberg, officer, kartograf.
- Jan-Olof Svantesson, språkforskare.

## Bilder

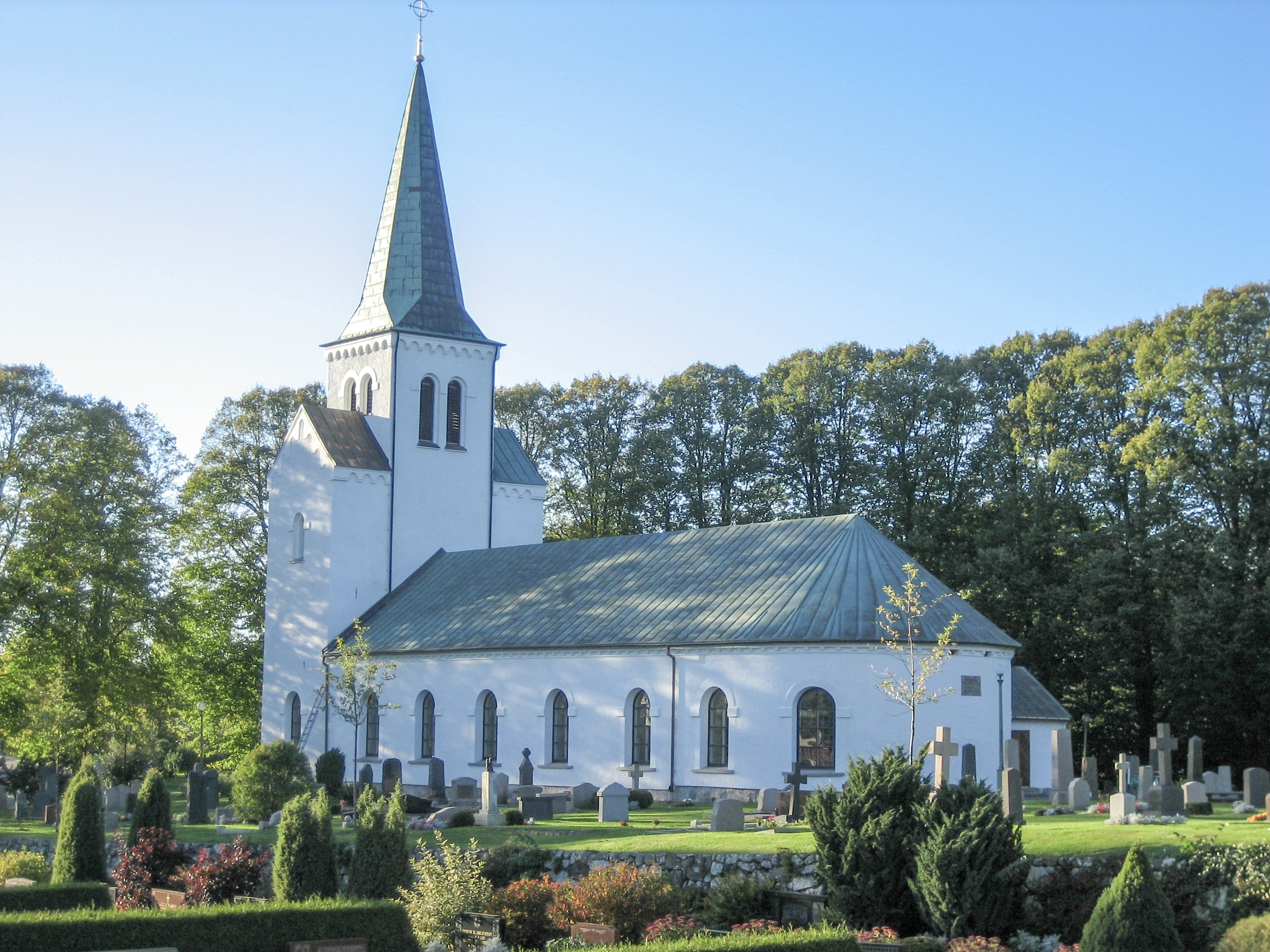
Getinge kyrka.
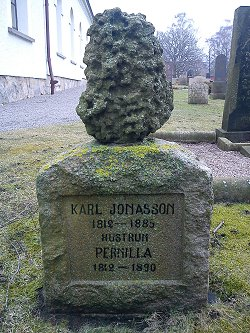
Getinge meteorit.
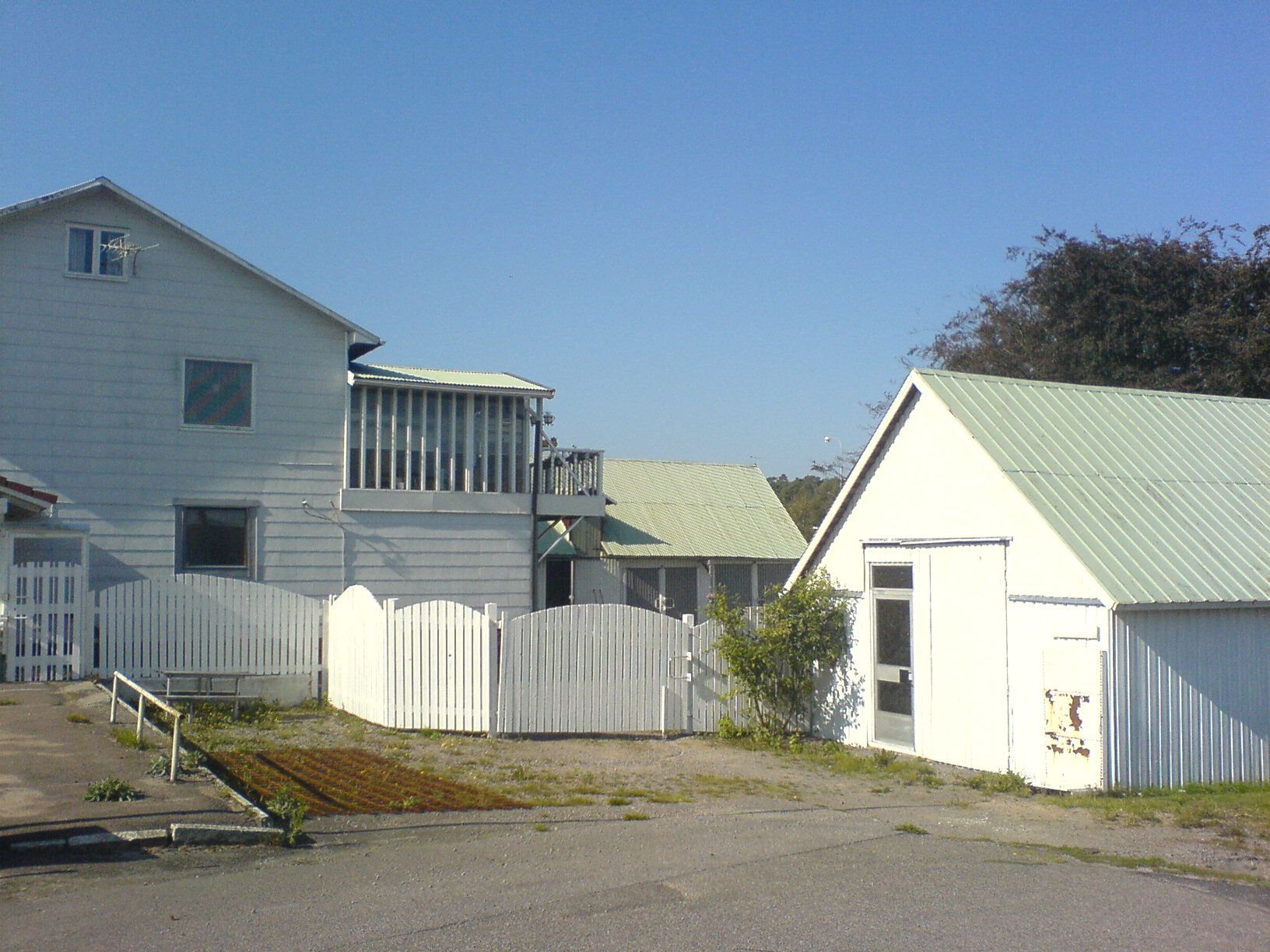
Exempel på bebyggelse i Getinge.